# Masked and Anonymous
Masked and Anonymous è un film del 2003 diretto da Larry Charles, co-sceneggiatore assieme a Bob Dylan.

## Trama
Mentre la nazione è sull'orlo della rivoluzione, due personaggi senza scrupoli progettano un concerto di beneficenza cercando di coinvolgere il leggendario cantante Jack Fate, ma per loro sfortuna il cantante si trova in carcere. Una volta uscito dal carcere, i due, entusiasti, organizzano l'evento, ma un redattore di un giornale crede che dietro al concerto ci sia qualcosa di più e vuole indagare dove andranno a finire i soldi destinati in beneficenza...

## Colonna sonora
1. Magokoro Brothers – My Back Pages – 4:01
2. Shirley Caesar – Gotta Serve Somebody – 5:50
3. Bob Dylan – Blind Willie Mc Tell – 4:28
4. Bob Dylan – He Was a Friend of Mine – 4:31
5. Grateful Dead – It's All Over Now, Baby Blue – 7:26
6. Sophie Zelmani – Most of the Time – 5:30
7. Los Lobos – On a Night Like This – 3:11
8. Bob Dylan – Diamond Joe (live) – 2:32
9. Articolo 31 – Come una pietra scalciata (Like a Rolling Stone) – 4:12
10. Sertab Erener – One More Cup of Coffee – 3:52
11. Francesco De Gregori – Non dirle che non è così (If You See Her Say Hello) – 4:53
12. Bob Dylan – Dixie (live) – 2:12
13. Jerry Garcia – Senor (Tales of Yankee Power) – 7:50
14. Bob Dylan – Cold Irons Bound (live) – 5:43
15. Dixie Hummingbirds – City of Gold – 5:35